# Tokyo Magnitude 8.0
Tokyo Magnitude 8.0 (jap. 東京マグニチュード8.0, Tōkyō Magunichūdo 8.0) ist eine japanische Anime-Fernsehserie, die erstmals innerhalb des Programms noitaminA von Fuji TV, beginnend am 9. Juli 2009, gezeigt wurde. Die Serie entstand unter der Regie von Masaki Tachibana und wurde in einer Kooperation der Studios Bones und Kinema Citrus animiert.

## Handlung
Beginnend mit einem Ausblick in die Zukunft des durch ein Erdbeben der Stärke 8,0 auf der Richterskala schwer getroffenen Tokios wird in der ersten Folge zunächst die Zeit kurz vor der Katastrophe näher beleuchtet. Der Zuschauer lernt dabei zunächst die in der Schule nur wenig erfolgreiche dreizehnjährige Schülerin Mirai Onosawa kennen, die gerade ihr Zeugnis überreicht bekommt und sich in die Sommerferien begibt. Von ihrer derzeitigen Situation stark frustriert, kann sie keinerlei Freude empfinden und betrachtet alles aus einer negativen Perspektive. Zu Hause ergeht es ihr nur wenig besser, denn sowohl die drückende Hitze, ihre vielbeschäftigten Eltern, die sich nur wenig verstehen, und ihr kleiner Bruder scheinen sie nur noch zu nerven. An ihrem ersten freien Tag wird sie „zu ihrem Unglück“ auch noch aufgefordert, ihren Bruder beim Besuch einer Ausstellung für Roboter zu begleiten.
Als auch auf der Messe keine Freude aufkommt, beschließt ihr Bruder, noch für ihre Mutter ein kleines Geschenk zum gestrigen Geburtstag zu kaufen. Beim Verlassen des Geschäfts zieht sich ihr Bruder noch einmal auf die Toilette zurück, während sie weitere negative Punkte im Leben aufzählt. Als Mirai schon ein Stück vorausgeht und sich gerade auf einer Brücke außerhalb des Ausstellungsgebäudes befindet, wird Tokio von einem verheerenden Erdbeben heimgesucht, das Brücken und Gebäude um sie herum zusammenstürzen lässt. Ihre erste Reaktion ist dabei sowohl Verwunderung als auch die Besorgnis um ihren sich noch immer im Gebäude befindlichen Bruder. So macht sie sich alsbald auf, um nach ihrem Bruder in dem vom Einstürzen bedrohten Einkaufszentrum zu suchen. Dabei läuft sie Mari Kusakabe über den Weg, die sich der Suche nach ihrem Bruder anschließt. Nach fast erfolgloser Suche kann sich Mirai noch an einen weiteren möglichen Aufenthaltsort von Yūki erinnern, wo sie schließlich auch fündig werden.
Nachdem alle drei wohlbehalten das Gebäude verlassen konnten und die Nacht im Freien zusammen mit anderen Opfern des Erdbebens verbracht haben, beginnt ihre beschwerliche Reise nach Hause, die sie zu Fuß bewältigen müssen. Auf ihrer Reise werden sie sowohl mit den Ängsten als auch Hoffnungen für die Zukunft konfrontiert, die in vielen kleineren Nebengeschichten erzählt werden, in die die Charaktere mehr oder weniger eingreifen oder davon betroffen sind. Dabei entgehen sie mehrmals nur knapp dem Tod, als Nachbeben immer noch weitere Teile der Stadt in sich zusammenbrechen lassen. Der Anime lässt sich aber auch Zeit, um ganz alltägliche Probleme wie etwa die Nahrungsversorgung oder den einfachen Gang auf die Toilette zu schildern. Während ihrer Reise kommen sich die drei immer näher und auch Mirai ist in der Lage, ihre Konflikte mit ihrem Bruder und ihrer Familie beizulegen, während sich Mari zunehmend Gedanken über den Verbleib ihrer eigenen Tochter macht, die sich in einem von Bränden heimgesuchten Stadtteil aufhielt. So bleibt eine große Ungewissheit, da die gesamte Kommunikation zusammengebrochen ist.
Auf dem Weg zu Maris Wohnort bricht Yūki, der verheimlicht hat, dass es ihm seit einiger Zeit schlecht geht, an Erschöpfung und Krankheit zusammen. Im Krankenhaus kommt jedoch jede Hilfe zu spät und er verstirbt. Ab diesem Zeitpunkt werden die Ereignisse aus Sicht von Mirai gezeigt, die den Tod ihres jungen Bruders nicht wahrhaben kann und unter einer Art Schock steht. So denkt sie immer noch, dass Yūki am Leben ist und mit ihr zusammen unterwegs ist. So erreichen scheinbar alle drei das von Bränden heimgesuchte Wohngebiet von Mari, können aber weder ihre Mutter noch ihre Tochter finden. Bei der Suche nach möglichen Aufenthaltsorten stoßen sie auf eine Einrichtung zur Identifikation der Opfer. Dabei scheinen die beiden auf der Liste zu stehen und Mari sieht sich damit konfrontiert, zwei Opfer identifizieren zu müssen, die ihrer Mutter und ihrem Kind sehr ähnlich sehen. Sie bringt es in der Situation jedoch nicht fertig, unter das Leichentuch zu sehen. Unterdessen versucht Mirai, im scheinbaren Beisein ihres Bruders, sie doch noch zu finden, und hat Erfolg. Sie findet Maris Tochter in einer Kinderstätte der Überlebenden. Die Kindergärtnerin weist danach darauf hin, dass Maris Mutter sich verletzt im Krankenhaus befindet. So war dies nur eine Verwechselung und Mari kann sowohl ihre Tochter als auch ihre Mutter in die Arme schließen.
Noch immer im Glauben, von ihrem Bruder begleitet zu werden, macht sich Mirai mit einem Krankentransport auf den Weg zu ihrem Elternhaus. Dabei wird aber immer mehr ersichtlich, dass Mirai es sich nur einbildet, mit ihrem Bruder unterwegs zu sein. Beispielsweise trägt Yuki im Transporter noch seinen Rucksack, während in der Szene Mari mit Yukis Rucksack in der Hand gezeigt wird. So sieht sie ihren Bruder immer nur dann, wenn sie allein ist. Andere Personen scheinen ihn nicht sehen oder finden zu können. Letztlich muss Mirai einsehen, dass ihr Bruder sie nicht begleitet und es sich nur um eine Wunschvorstellung handelt. Von dieser angetrieben, erreicht sie dennoch ihre Wohnung, wo sie zunächst alles verlassen vorfindet, bis ihre Mutter nach ihr die Wohnung betritt. Sie fallen sich in die Arme und der Geist von Yūki verblasst. So suchen beide Mirais Vater im Krankenhaus auf und sind zum einen glücklich darüber, dass Mirai am Leben ist, aber gleichzeitig auch schwer betroffen, dass Yūki die Strapazen nicht überlebte. Nach einem Zeitsprung von einem Monat kehrt allmählich das normale Leben zurück, aber dennoch trauert Mirai um ihren Bruder. Einen Hoffnungsschimmer bereitet der Besuch von Mari, wodurch sie sich langsam an den Tod ihres Bruders gewöhnen und neue Kraft schöpfen kann.

## Charaktere
Mirai Onosawa (小野沢 未来, Onosawa Mirai)
Sie ist die offensichtliche Protagonistin der Handlung. Als dreizehnjähriges Mädchen ist sie mit ihrer derzeitigen Situation sehr unzufrieden und kann es absolut nicht ausstehen, noch immer wie ein Kind behandelt zu werden. Zur Kommunikation und zum Zeitvertreib benutzt sie überwiegend ihr Handy, um Textnachrichten zu schreiben. Allgemein ist ihre Einstellung als depressiv zu beschreiben, da sie selbst keine Vorstellungen für ihre Zukunft besitzt.
Yūki Onosawa (小野沢 悠貴, Onosawa Yūki)
Er ist der acht Jahre alte, jüngere Bruder von Mirai und ist hinsichtlich der familiären Beziehung noch als naiv einzuschätzen. Aber auch er vermag es schon mitbekommen zu haben, dass sich seine Schwester fast nur noch mit ihrem Handy beschäftigt.
Mari Kusakabe (日下部 真理, Kusakabe Mari)
Sie ist eine Motorradfahrerin, der Mirai und Yūki auf dem Weg zu der Roboter-Ausstellung zum ersten Mal begegnen. Durch einen Zufall treffen Mirai und Mari in dem zerstörten Einkaufszentrum aufeinander. Danach unterstützt sie Mirai, als wäre sie ihre Mutter. Sie selbst ist Mutter eines fünfjährigen Kindes, um welches sie sich jedoch aufgrund ihrer Geldnot nicht so sehr kümmern kann, wie sie es gerne hätte.

## Konzeption
Ausgehend von der Situation, dass die Wahrscheinlichkeit für ein Erdbeben der Stärke 7, das innerhalb der nächsten 30 Jahre Tokio heimsuchen könnte, mit über 70 % eingeschätzt wird, betrachtet der Anime die möglichen Konsequenzen eines Erdbebens mit der Stärke 8. Laut Bones sollten die Folgen einer solchen Katastrophe möglichst genau rekonstruiert werden, wozu das Studio zuvor Daten echter Erdbeben gesammelt haben soll und Interviews mit einst Betroffenen führte.

## Entstehung und Veröffentlichungen
Die Anime-Fernsehserie entstand unter der Regie von Masaki Tachibana in einer Kooperation der Animationsstudios Bones und Kinema Citrus. Das Drehbuch wurde von Natsuko Takahashi geschrieben.
Seit dem 9. Juli 2009 wird die Serie auf Fuji TV innerhalb der Programmreihe noitaminA gezeigt und war damit der Nachfolger von Higashi no Eden.
In Deutschland erschien die Serie am 14. Oktober 2011 auf DVD bei Universum Film.

### Synchronisation
| Rolle         | Japanischer Sprecher (Seiyū) | Deutscher Sprecher  |
| ------------- | ---------------------------- | ------------------- |
| Mirai Onosawa | Satomi Hanamura              | Friedel Morgenstern |
| Yūki Onosawa  | Yumiko Kobayashi             | David Kunze         |
| Mari Kusakabe | Yuko Kaida                   | Antje von der Ahe   |
| Seiji Onosawa | Hiroshi Naka                 | Peter Flechtner     |